# Насутион, Хабиб
Хабиб Насутион (индон. Habib Nasution; род. 13 ноября 1936, Медан) — индонезийский пловец. Участник летних Олимпийских игр 1956 и 1960 годов, двукратный бронзовый призёр летних Азиатских игр 1958 года.

## Биография
Хабиб Насутион родился 13 ноября 1936 года в городе Медан в Нидерландской Ост-Индии (сейчас Индонезия).
В 1956 году вошёл в состав сборной Индонезии на летних Олимпийских играх в Мельбурне. На дистанции 100 метров вольным стилем поделил в квалификации 26-27-е места, показав результат 1 минута 0,1 секунды и уступив 1,6 секунды худшему из попавших в полуфинал Карло Педерсоли из Италии. На дистанции 400 метров вольным стилем занял в квалификации 19-е место с результатом 4.44,0, уступив 6,4 секунды худшему из попавших в финал Анджело Романи из Италии.
В 1958 году завоевал две бронзовых медали на летних Азиатских играх в Токио на 200-метровке вольным стилем и в эстафете 4х100 метров комплексным плаванием.
В 1960 году вошёл в состав сборной Индонезии на летних Олимпийских играх в Риме. Был заявлен на дистанции 200 метров баттерфляем, но не вышел на старт.